# Retygabina
Retygabina – organiczny związek chemiczny, lek przeciwpadaczkowy dopuszczony przez Europejską Agencje Leków w marcu 2011 roku do stosowania w leczeniu padaczki częściowej i wtórnie uogólnionej pod nazwą Trobalt. 
Spośród wszystkich nowych leków przeciwpadaczkowych retygabina jest najlepiej poznana w badaniach przedklinicznych – była tematem ponad 100 prac naukowych zanim badania kliniczne zostały rozpoczęte. W badaniach przedklinicznych okazało się, że retygabina była efektywna w prawie wszystkich zwierzęcych modelach padaczki.
Od czerwca 2017 roku GlaxoSmithKline zamierza wstrzymać obrót tym preparatem we wszystkich krajach z powodu ograniczonego stosowania leku oraz stałego zmniejszania się liczby inicjowanych terapii u nowych pacjentów.

## Mechanizm działania
Głównym mechanizmem działania retygabiny jest modulacja napięciowozależnych kanałów potasowych głównie, kv 7.2 i kv 7.3 w mniejszym stopniu kv 7.4 i kv 7.5. Ten sposób działania wyróżnia retygabinę spośród pozostałych leków przeciwpadaczkowych i daje nadzieję na wykorzystanie jej w leczeniu szumów usznych.

## Skutki uboczne
Najczęstszymi skutkami ubocznymi są senność, zawroty głowy, dezorientacja i zaburzenia mowy. Mniej częstymi są drżenia mięśniowe, utrata pamięci, zaburzenia chodu, podwójne widzenie. W 2013 roku amerykańska Agencja Żywności i Leków ostrzegła w komunikacie publicznym, że retygabina może powodować niebieskie zabarwienie skóry i zmiany w pigmencie siatkówki oka. Obecnie nie wiadomo czy te zmiany są odwracalne. Zaburzenia psychiatryczne i trudności w oddawaniu moczu występują zazwyczaj w pierwszych 2 miesiącach leczenia.

## Interakcje
Retygabina nie wchodzi w interakcje z większością leków przeciwpadaczkowych, może jedynie przyspieszyć metabolizm lamotryginy. Fenytoina i karbamazepina mogą przyspieszyć wydalanie retygabiny z organizmu. Jednoczesne stosowanie retygabiny i digoksyny może zwiększyć stężenie tej ostatniej w osoczu.